# ソユーズ38号
ソユーズ38号（Soyuz 38、ロシア語: Союз 38）、1980年にソビエト連邦によって行われたサリュート6号への有人宇宙飛行である。

## 乗組員
- 船長:ユーリ・ロマネンコ (2) ソビエト連邦
- リサーチ:アルナルド・タマヨ・メンデス (1) キューバ

### バックアップ
- 船長:エフゲニー・フルノフ  ソビエト連邦
- ホセ・ロペス・ファルコン  キューバ

## ミッションパラメータ
- 質量:6800kg
- 近点:198.1km
- 遠点:287km
- 軌道傾斜角:51.63°
- 軌道周期:88.194分

## ミッションハイライト
サリュート6号への12回目の飛行であり、7回目のインターコスモスとしてキューバから初の宇宙飛行士であるアルナルド・タマヨ・メンデスが参加した。ソユーズ38号は、暗い時間帯にサリュート6号とドッキングした。宇宙船がサリュート6号に近づくと、ソユーズ35号の「ヘッドライト」だけが見えた。リューミンはメインエンジンの点火や操縦をフィルムに収めた。キューバのメンデスとソ連のロマネンコは、何事もなくドッキングに成功した。